# Lotte Folke Kaarsholm
Lotte Folke Kaarsholm (født d. 17. juli 1975 på Frederiksberg) er en dansk journalist. Fra den 1. august 2022 er hun opinionsredaktør hos Politiken. Fra d. 1. december 2016 har hun været studievært på Deadline på DR2 og tidligere journalist, redaktør og anmelder på Dagbladet Information.
Kaarsholm blev cand.mag. i litteraturvidenskab fra Københavns Universitet i 2009. I 2003 blev hun ansat som journalist på Information, 2007-2013 som international redaktør, 2013-2016 som weekend- og udlandsredaktør.
Kaarsholm har været redaktør på bøgerne Natteliv fra 2002 og Muslimsk-dansk Dagbog fra 2006. Hun har oversat Ralph Bargers Hell's Angel fra 2001 og Amartya Sens Identitet og vold.
Kaarsholm var i 2007 nomineret til Cavlingprisen og FUJ's pris for undersøgende journalistik. Det var da sammen med Charlotte Aagaard for en artikelserie om danske museers og auktionshuses involvering i sager med stjålne kunstgenstande.